# DACA
다카(영어: Deferred Action for Childhood Arrivals, DACA) 또는 미성년 입국자 추방 유예(未成年入國者追放猶豫)는 불법체류자 신분으로 미국 내에 들어오거나 남아있는 미성년자의 국외추방을 유예하는 미국 이민법 제도이다. 이 제도를 통해 수혜자들은 국외추방이 2년간 유예되며 합법적으로 직업을 구할 수 있는 자격이 생긴다. 2012년 6월 버락 오바마 행정부에 의해 도입했으며, 2017년 9월 도널드 트럼프 행정부에 의해 폐지되었다. 2017년 기준, 약 800,000명의 인원이 DACA가 운영하는 프로그램에 등록되어 있었다. 이러한 인원들은 일명 "드리머즈"(Dreamers)라고 불린다. 2021년 1월  조 바이든 대통령이 취임식 직후 DACA를 강화하는 것을 골자로 하는 행정명령에 서명했다.

## 이름
다카(DACA)는 두문자어로, "디퍼드 액션 포 차일드후드 어라이벌즈(Deferred Action for Childhood Arrivals)"를 줄인 것이다. 영어 "디퍼드(deferred)"는 "연기된"을 뜻하며, "액션(action)"은 "조치"를, "포(for)"는 "위한"을, "차일드후드(childhood)"는 "아동기"를, "어라이벌즈(arrivals)"는 "도착한 사람"을 뜻한다. 조합하여 "아동기 입국자(Childhood Arrivals)"를 "위한(for)" "[추방]조치 연기(Deferred Action)"이다.
한국어로는 "불법체류청년 추방유예 제도",
"미등록 이주자 청년 추방 유예 프로그램", "불법 이민자 자녀 추방 유예 제도" "불법체류 유년입국자 구제 법안" 등으로 번역된다.

## 역사
2014년 11월, 버락 오바마 대통령은 DACA 제도 확장 계획을 밝혔다. 하지만 텍사스주 등 26개 주에서 확장을 반대하는 기소를 했고, 결국 법원의 결정에 제도확장은 저지 당하게 되었다. 2017년 6월 16일, 미국 국토안보부 DACA 확장을 무산했으며, DACA 제도 자체의 존속에 관해 전면검토를 시행했다. 2017년 9월 5일, DACA 정책은 도널드 트럼프 행정부에 의해 폐지되었다. 하지만 의회가 본 제도의 기존 수혜자들에 대한 처리 방안을 마련할 수 있도록 시간을 주면서, DACA 폐지 완전 시행은 6개월에 유예되었다.
DACA 폐지에 대해 "드리머즈"를 포함한 이주민 단체와 미국 민주당은 대체로 반대 입장을 보이고 있다. 버락 오바마 전직 대통령 역시 "냉혹하다"라고 규탄하며 DACA 폐지 반대 의사를 밝혔다.

## 같이 보기
- 미국으로의 이민